# Фрутрунк, Гюнтер
Гюнтер Фрутрунк (нем. Günter Fruhtrunk, род. 1 мая 1923 г. Мюнхен — ум. 12 декабря 1982 г. Мюнхен) — немецкий художник и график, работавший в стиле абстрактного искусства.

## Жизнь и творчество
После получения среднего образования Г.Фрутрунк поступает на архитектурное отделение Высшей технической школы Мюнхена, однако, проучившись лишь 2 семестра, в 1941 году добровольцем уходит на фронт во время Второй мировой войны. Службу он проходил в 1941—1945 годах, кроме прочего, в Финляндии, на Восточном фронте, и был неоднократно тяжело ранен. После войны, в 1945—1950, Г.Фруштук берёт частные уроки рисования у художника Вильяма Штраубе. В этот период он создаёт преимущественно акварельные пейзажи. В 1947 проходит его первая персональная выставка в галерее «Зеркало искусства» («Der Kunstspiegel») в баденском Фрайберге. В 1948 году Г.Фруштук знакомится с художником-абстракционистом Вилли Баумейстером, в 1949 — с другим абстракционистом, Юлиусом Биссье. Эти встречи оказались определяющими для дальнейшего творческого пути Г.Фрутрунка, решившего посвятить себя абстрактному искусству. В 1951 году он уезжает учится в Париж и работает там в мастерской Фернана Леже.
В 1954 году Г.Фрутрунк получает студенческие стипендии от земли Баден-Вюртемберг и французского правительства, после чего переезжает в Париж. В 1955 он работает в мастерской Ганса Арпа. В 1960 в парижской «галерее Дениз Рене» проходит его персональная выставка, в 1951 Г.Фрутрунк удостаивается премии Ганса Арпа от «Объединения западногерманских промышленников» (Bundesverband der Deutschen Industrie). С 1967 года и до самой своей смерти художник являлся профессором Академии изящных искусств Мюнхена.
Реалистической фазе в творчестве художника вскоре последовал период конструктивизм, после которого он создаёт многоцветные, яркие полотна, заполненные параллельными, ортогональными и диагональными векторными полосами. Большой успех пришёл к мастеру после его участия в выставке современного искусства documenta 4 в Касселе (1968). Он -участник биеннале в Венеции в 1968 году. Одним из наиболее известных его произведений является созданный в 1970 году дизайн-рисунок пластиковых сумок для покупок по заказу торгового концерна Aldi (Nord).

## Творческое наследие
Работы художника можно увидеть во многих немецких музеях — в Билефельде, Касселе, Мюнхене, Штутгарте и др. Выставки его картин и графических произведений или с их участием проходили в Нью-Йорке, Сан-Франциско, Вене, Берлине, Париже, Венеции, Мюнхене, Дортмунде, Ганновере, Мюнстере и др.

## Гибель
Художник долгие годы страдал от болей, причиняемых ему полученными во время войны ранами. Для их преодоления он принимал всё большее количество болеутоляющих медикаментов; наименования некоторых из них встречаются в названиях созданных Г.Фрутрунком полотен. Вследствие всё чаще наступавших депрессий художник кончил жизнь самоубийством в 1982 году.

## Галерея
- Работы Г.Фрутрунка в Музее искусств Бохума Архивная копия от 3 марта 2016 на Wayback Machine